# Портрет Николая Ивановича Депрерадовича
«Портрет Николая Ивановича Депрерадовича» — картина Джорджа Доу и его мастерской из Военной галереи Зимнего дворца.
Картина представляет собой погрудный портрет генерал-лейтенанта Николая Ивановича Депрерадовича из состава Военной галереи Зимнего дворца.
С начала Отечественной войны 1812 года генерал-майор Депрерадович командовал Кавалергардским полком и 1-й кирасирской дивизией и Гвардейской кавалерийской дивизией, был во многих боях кампании 1812 года. В Заграничных походах 1813—1814 годов за отличие в Кульмском бою получил чин генерал-лейтенанта, а за сражение при Фер-Шампенуазе был удостоен золотой шпаги с надписью «За храбрость» и алмазными украшениями.
Изображён в генеральском вицмундире Кавалергардского полка, введённом в 1814 году, на плечи наброшена меховая шинель, на эполетах вензель императора Александра I. Слева на груди генерал-адъютантский аксельбант и звезда ордена Св. Анны 1-й степени; на шее крест ордена Св. Георгия 3-го класса; по борту мундира кресты баварского Военного ордена Максимилиана Иосифа 2-й степени и прусского ордена Красного орла 1-й степени; справа на груди крест ордена Св. Владимира 4-й степени, серебряная медаль «В память Отечественной войны 1812 года» на Андреевской ленте, крест австрийского Военного ордена Марии Терезии 3-й степени, звезда прусского ордена Красного орла 1-й степени и ниже её Кульмский крест. С тыльной стороны картины надписи: Depreradovitch и Geo Dawe RA pinxt; to be returned to St. Petersburgh for H. Dawe. London. Подпись на раме с ошибкой в фамилии: Н. И. Де Прерадовичъ, Генералъ Лейтенантъ.
Несмотря на то, что 7 августа 1820 года Комитетом Главного штаба по аттестации Депрерадович был включён в список «генералов, служба которых не принадлежит до рассмотрения Комитета», решение о написании его портрета состоялось гораздо раньше этой даты, поскольку гонорар Доу был выплачен 17 декабря 1819 года и 12 ноября 1820 года. Готовый портрет был принят в Эрмитаж 7 сентября 1825 года. Вероятнее всего, портрет был написан не позже начала октября 1821 года, поскольку 12 октября этого года Депрерадович был удостоен ордена Св. Владимира 2-й степени, который на портрете отсутствует.
В 1823 году в Лондоне фирмой Messrs Colnaghi по заказу петербургского книготорговца С. Флорана была напечатана датированная 1 августа 1823 года гравюра Генри Доу, снятая с галерейного портрета; один из сохранившихся отпечатков гравюры также имеется в собрании Эрмитажа (бумага, меццо-тинто, 64,5 × 47,5 см, инвентарный № ЭРГ-383).
В собрании Новгородского музея-заповедника есть поясной портрет Депрерадовича работы А. Наумова, датируемый 1820—1830 годами (холст, масло; 98 × 82,5 см; инвентарный № РЖ-29). Депрерадович изображён в генеральском колете Кавалергардского полка с набором наград соответствующим галерейному портрету (за исключением Кульмского креста). В музее этот портрет считается копией с Доу, однако копией с галерейного портрета он не может быть, поскольку Депрерадович изображён в совершенно другом мундире и расположение наград немного отличается от портрета из Военной галереи. Возможно существовал ещё один вариант портрета, исполненный Доу примерно в то же время и с которого была снята «новгородская» копия.

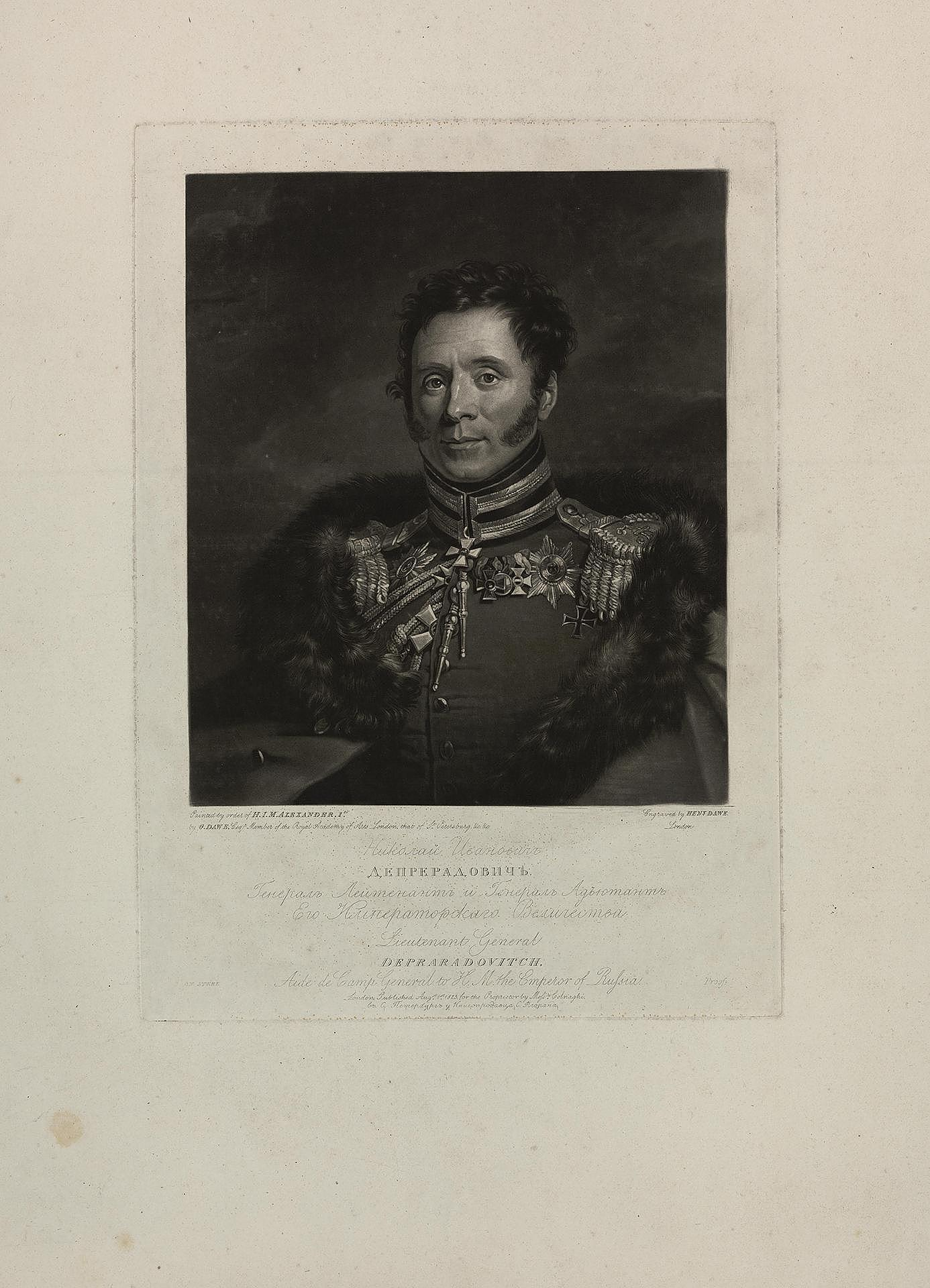
Гравюра Г. Доу
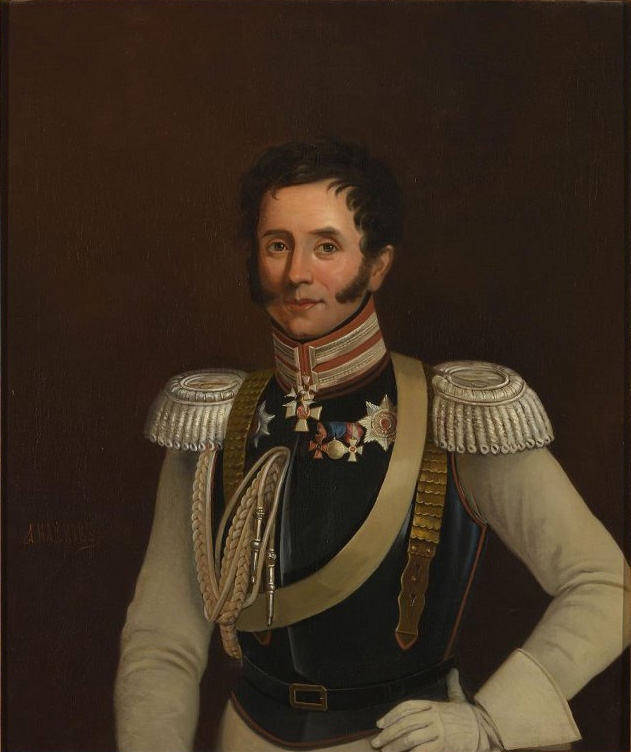
Копия из Новгорода

## Дитература
- Подмазо А. А. Образы героев Отечественной войны 1812 года: Военная галерея Зимнего дворца. — М.: Русские витязи, 2013. — 864 с. — ISBN 978-5-903389-62-9.
- Ренне Е. П. Государственный Эрмитаж. Британская живопись XVI—XIX веков: Каталог коллекции. — СПб.: Изд-во Государственного Эрмитажа, 2009. — 416 с. — ISBN 978-5-93572-376-7.
- Ровинский Д. А. Подробный словарь русских гравированных портретов. Издание с 700 фототипными портретами. — СПб.: Типография Императорской Академии наук, 1886. — Т. I: А—Д.
- Словарь русских генералов, участников боевых действий против армии Наполеона Бонапарта в 1812—1815 гг. // Российский архив. История Отечества в свидетельствах и документах XVIII—XX вв. : Сборник. — М.: студия «ТРИТЭ» Н. Михалкова, 1996. — Т. VII. — С. 379—380. — ISSN 0869-20011. (Комм. А. А. Подмазо)